# Маквала, Айзек
Айзек Макуала (англ. Isaac Makwala) — ботсванский легкоатлет, бегун на короткие дистанции, специализируется в беге на 400 метров. Победитель Всеафриканских игр 2007 года в эстафете 4×400 метров. На чемпионате мира 2009 года занял 34-е место. Серебряный призёр чемпионата Африки 2010 года в эстафете 4×400 метров. Чемпион Африки 2012 года с личным рекордом — 45,25. На олимпийских играх 2012 года не смог пройти дальше предварительных забегов.
Обладатель национального рекорда в эстафете 4×400 метров в помещении.
Личный рекорд на дистанции 200 метров — 19,77.

## Достижения
6 июля 2014 года на соревнованиях Resisprint International в швейцарском городе Ла-Шо-де-Фон установил новый рекорд Африки — 44,01. Спустя год на этих же соревнованиях установил новый рекорд Африки — 43,72.